# Tara (musikalbum)
Tara är det fjärde studioalbumet med det amerikanska black metal-bandet Absu, utgivet 2001 av skivbolaget Osmose Productions. En remastrad digipak-utgåva av albumet utgavs 2009 och innehåller EP'n In the Eyes of Ioldánach från 1998 som bonusspår.

## Låtlista
1. "Tara" (instrumental) – 1:56
2. "Pillars of Mercy" – 4:21
3. "A Shield with an Iron Face" – 3:22
4. "Manannán" – 6:39
5. "The Cognate House of Courtly Witches Lies West of County Meath" – 4:19
6. "She Cries the Quiet Lake" – 4:10
7. "Yrp Lluyddawc" (instrumental) – 1:51
8. "From Ancient Times (Starless Skies Burn to Ash)" – 3:53
9. "Four Crossed Wands (Spell 181)" – 4:46
10. "Vorago (Spell 182)" – 5:45
11. "Bron (Of the Waves)" (instrumental) – 1:32
12. "Stone of Destiny (...for Magh Slecht and Ard Righ)" – 7:46
13. "Tara (Recapitulation)" (instrumental) – 1:45

- Text: Equitant (spår 2–4, 8), Proscriptor (spår 2–6, 8–10, 12)
- Musik: Absu (spår 1, 11, 13), Don Shannon (spår 1, 13), Shaftiel (spår 2–6, 8–10, 11), Proscriptor (spår 4), Vincent Rossi (spår 11)

## Medverkande
Musiker (Absu-medlemmar)
- Equitant Ifernain (Raymond Dillard Heflin) – basgitarr
- Shaftiel (Mike Kelly) – elgitarr, akustisk gitarr, sång, basgitarr
- Proscriptor McGovern (Russ R. Givens) – trummor, percussion, keyboard, sång

Bidragande musiker
- David Harbour – keyboard, piano
- Sir Vincent Rossi – akustisk gitarr, mandolin
- Melechesh Ashmedi (Murat Cenan) – bakgrundssång
- Ronnie Trent – bakgrundssång
- Sir Don Shannon – säckpipa
- Masthema Mazziqim (King Diamond eg. Kim Bendix Petersen) – bakgrundssång

Produktion
- Absu – producent, mastering
- Kol Marshall – producent, ljudtekniker, mastering
- Dan Lowndes – mastering
- Kris Verwimp – omslagskonst
- Sir William Hell– foto